# Салман Хан
Абдул Рашид Салим Салман Хан (27. децембра 1965) је индијски филмски глумац, продуцент, повремени певач и телевизијска личност. У филмској каријери која је трајала више од тридесет година, Хан је добио бројне награде, укључујући две Националне награде за филм као продуцент филма и две Филмфер награде за глуму.  У медијима га наводе као једног од комерцијално најуспешнијих глумаца светске и индијске кинематографије. Форбс га је уврстио у своју листу најбољих и најпопуларнијих 100 забављача у свету за 2015. годину; Хан се везао за Амитаб Бачаном за место број 71 на листи, обојица са зарадом од 33,5 милиона долара. Према листи Форбса 2018. године најбоље плаћених 100 забављача у свету, Хан је био највише рангирани Индијац на 82. месту са зарадом од 37,7 милиона долара. Познат је и као домаћин ријалитија, Биг Бос од 2010. године.

## Похвале
Хан је освојио бројне награде укључујући две Националне филмске награде и две Филмфер награде. 

## Дискографија
| Година | Филм         | Сонг                            | Напомене                                      | Реф    |
| ------ | ------------ | ------------------------------- | --------------------------------------------- | ------ |
| 1999   | Здраво брате | "Chaandi Ke Daal Par"           | Дует са Алком Јагник                          |        |
| 2014   | Кик          | "Hai Yehi Zindag" - Верзија 2   |                                               |        |
| 2014   | Кик          | "Hangover"                      | Дует са Шрејом Госал                          |        |
| 2014   | Кик          | "Jumme Ki Raat Hai" - Верзија 2 | Дует са Палаком Мухалом                       |        |
| 2014   | Кик          | "Tu Hi Tu" - Верзија 2          | Соло                                          |        |
| 2015   | Јунак        | "Main Hoon Hero Tera"           | Соло                                          |        |
| 2016   | Султан       | "Baby Ko Bass Pasand Hai"       | Соло                                          |        |
| 2016   | Султан       | " Jag Ghoomeya "                | Соло                                          | [ 10 ] |
| 2016   | Султан       | "440 Volt"                      |                                               |        |
| 2016   | Султан       | "Султан"                        |                                               |        |
| 2018   | Race 3       | "I Found Love"                  |                                               | [ 11 ] |
| 2019   | Свеска       | "Main Taare"                    | Соло                                          | [ 12 ] |
| 2019   | Dabangg 3    | "Yu Karke"                      | Дует са Пајал Девом                           | [ 13 ] |
| 2020   | Pyar Karona  | "Pyar Karona"                   | Написано заједно са Хусеином Далалом          |        |
| 2020   | Tere Bina    | "Tere Bina"                     |                                               |        |
| 2020   | Bhai Bhai    | "Bhai Bhai"                     | Дует са Рухан Аршидом, а коаутор Данске Сабри |        |